# Lucas Bacmeister (Theologe, 1530)

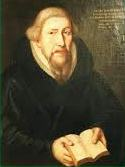
Lucas Bacmeister (der Ältere)

Lucas Bacmeister, genannt der Ältere (* 18. Oktober 1530 in Lüneburg; † 9. Juli 1608 in Rostock), war ein lutherischer Theologe und Kirchenliedkomponist.

## Leben
Bacmeister wurde als Sohn des Lüneburger Braumeisters Johann Hans Bacmeister († 1548) und dessen Frau Anna, geb. Lübbing († 1556), in Lüneburg geboren. 1548 immatrikulierte er sich an der Universität Leucorea in Wittenberg. Um sich der ständig anhaltenden Pestgefahr in Wittenberg zu entziehen, wechselte er 1552 an den Hof Christian des III. von Dänemark, um als Erzieher dessen Kinder tätig zu werden. 1555 nahm er erneut in Wittenberg ein Studium auf, erwarb im 1557 den akademischen Grad eines Magisters, wurde 1558 als Adjunkt an die philosophische Fakultät aufgenommen und wandte sich einem Jura- und dann einem Theologiestudium zu.
1559 wurde er Hofprediger in Kolding, wo er bei der dänischen Witwe Dorothea von Sachsen-Lauenburg-Ratzeburg wirkte. Auf Empfehlung Philipp Melanchthons ging er nach Rostock. Dort übernahm er Ostern 1562 das Amt des Superintendenten und wurde zugleich Professor der Theologie. Da er als Professor auch den akademischen Doktorgrad benötigte, absolvierte er 1564 seine Promotion. 1574 war er wegen des Saligerschen Streites in Lübeck.
1581 führte er auf Beschluss der evangelischen Stände in Niederösterreich eine Visitiaton durch, indem er die evangelischen Prediger auf vier Synodalversammlungen examinierte: für das Viertel ober dem Manhartsberg in Horn, für das Viertel ober dem Wienerwald in Schallaburg, für das Viertel unter dem Wienerwald im Schloss Rodaun und für das Viertel unter dem Manhartsberg in Feldsberg und Enerzdorf. Die Maßnahme zielte insbesondere auf eine Zurückdrängung der Flacianer.
1581 war er wegen Sakramentsangelegenheiten in Bremen und 1582 wegen der Apologetik des Konkordienbuches in Güstrow.
Er war eine bedeutende Person für die mecklenburgische Kirchengeschichte. Seine im Auftrage des geistlichen Ministeriums zu Rostock verfasste Schrift über den Bann hat lange über Rostock hinaus in kanonischer Geltung gestanden. Auch hat er die Schlussredaktion der mecklenburgischen Kirchenordnung von 1602 geleitet, da David Chyträus während der Vorarbeiten starb. Des Weiteren hat er das Rostocker Gesangbuch 1577 herausgegeben, das Joachim Burmeister veranlasste, 1601 sein Choralbuch herauszugeben. Sein geistliches Lied „Ach leue Her im höchsten thron“ entstand 1565 in der schwersten Pestzeit Rostocks.

## Familie
Lucas Bacmeister, der Stammvater der traditionsreichen Bacmeister-Familie und ihrer verschiedenen bis heute noch bestehenden Linien, heiratete am 11. Februar 1560 in Kolding Johanna Bording (1543–1584), Tochter des Rostocker Medizinprofessors Jacob Bording (1511–1560) und dessen Ehefrau Francesca Bording, geb. Negrone (1523–1582). Mit ihr zusammen hatte er zehn Söhne und eine Tochter, wovon die Söhne Jacob Bacmeister (1562–1591) und Lucas Bacmeister der Jüngere (1570–1638) ebenfalls bekannte lutherische Theologen wurden. Die Söhne Johann Bacmeister der Ältere (1563–1631) und Matthäus Bacmeister (1580–1626) brachten es zu erfolgreichen Medizinprofessoren und Leibärzten in Rostock. Ein weiterer Sohn, Heinrich Bacmeister (* 1. Februar 1584 in Rostock; † 5. April 1629 in Lüneburg), verheiratet am 19. August 1619 in Lübeck mit Sara Dorothea, geb. Reiser (1599–1634), der Tochter des Lübecker Syndicus Heinrich Reiser, wurde Rechtswissenschaftler sowie Begründer der württembergischen Linie. Die Tochter Margaretha (1568–1641) heiratete den Lübecker Pastor Johann Stolterfoht und wurde die Mutter von Jacob Stolterfoht.
Der um 1573 geborene Sohn Marcus Bacmeister wurde vom Vater enterbt, er übernahm die provisorische Verwaltung des Küchenmeisteramtes in Grabow bis 1601 und wurde dann in Livland durch Verwendung seines Vaters königlicher Landrentmeister. Am 19. April 1607 heiratete er Cordula Plagwitz, Tochter des herzoglich kurländischen Leibarztes Dr. med. Plagwitz, wodurch Marcus ein kleines Gut erbte, das aber im Zuge der Auseinandersetzungen während der Polnisch-schwedischen Kriege (1600–1629) um die Vorherrschaft im Baltikum von Polen überfallen und zerstört und er mit seiner Frau und Tochter gefangen wurde, deren letztes Lebenszeichen ein Brief vom 17. September 1622 ist.
Nach dem Tod seiner ersten Frau Johanna heiratete Lucas Bacmeister 1585 Katharina, geb. Beselin (1536–1593), Witwe des Rostocker Ratsherrn Johannes von Herverden, sowie nach deren Ableben 1593 Anna, geb. Vischer (1560–1613) aus Aalst in Flandern, mit denen er aber keine weiteren Kinder mehr hatte.

## Werke
- Formae precationum piarum collectae ex scriptis Ph. Melanchthonis. Wittenberg 1559, 1560, 1588
- Von christlichen Bann, kurtzer und gründlicher Bericht aus Gottes Wort und aus Dr. M. Lutheri Schriften, durch die Diener der Kirche Christie zu Rostock zusammengetragen. Rostock 1565
- De modo concionandi. Rostock 1570, 1598
- Historia ecclesiarum Rostoch s. narratio de initio et progressu Lutheranismi Rostochio. (bei Westphalen Bd. I, Sp. 1553)
- Verschiedene Disputationen über biblisch theologische Fragen (so 1569 üb. sacerdotium u. sacrificium Christi nach d. Hebräerbrief) und einige bibelkundliche Arhh.; Hist. ecclesiae et Ministerii Rostochiensis. herausgegeben von E. J. von Westphalen. In: Monumenta inedita rerum Germanicarum praecipue Cimbricarum et Megalopolitensium. Bd. 1, Leipzig 1739, Sp. 1553–1656.